# Bellecombe-Tarendol
Bellecombe-Tarendol település Franciaországban, Drôme megyében. Lakosainak száma 73 fő (2022. január 1.). Bellecombe-Tarendol Rémuzat, Lemps, Pelonne, Le Poët-Sigillat, Saint-Sauveur-Gouvernet és Verclause községekkel határos.

## Népesség
A település népességének változása:
| Lakosok száma | 97   | 86   | 85   | 92   | 93   | 86   | 75   | 68   | 65   | 73   |
|               | 1968 | 1982 | 1990 | 2006 | 2013 | 2015 | 2017 | 2019 | 2020 | 2022 |